# Ли Чао
Ли Ча́о (кит. упр. 李超, пиньинь Lǐ Chāo; род. 21 апреля 1989, Тайюань) — китайский шахматист, гроссмейстер (2007). В составе сборной Китая — участник Олимпиад (2008—2012) и командных чемпионатов мира (2011—2013, 2017). Чемпион Азии (2013).